# تور باور
تور باور (به انگلیسی: Believe Tour) یک تور کنسرت توسط جاستین بیبر است. تور باور دومین تور بیبر است. این تور برای تبلیغ آلبوم باور (۲۰۱۲) اجرا می‌شود.
این تور همچنین شامل یک اجرا در تاریخ ۴ مه ۲۰۱۳ (‎۱۴ اردیبهشت ۱۳۹۲) در دبی، امارات می‌باشد.